# Františka z Teby

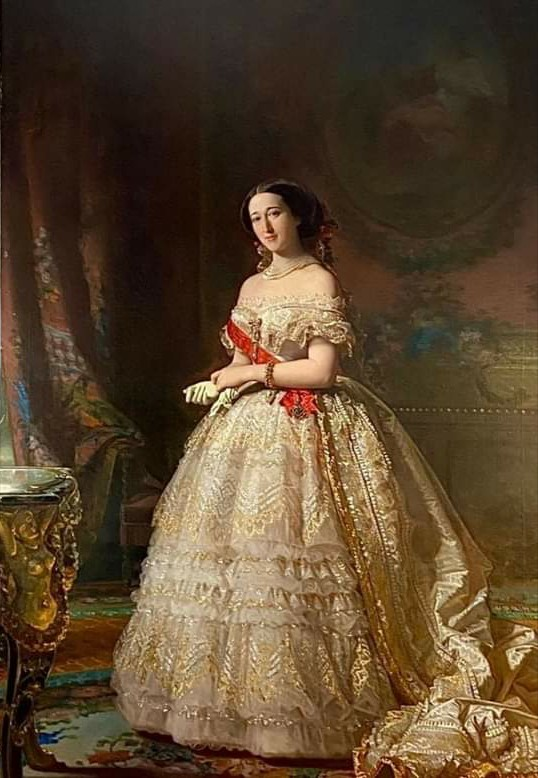
Portrét vévodkyně z Alby

Františka z Teby (29. ledna 1825, Granada – 16. září 1860, Paříž), celým jménem španělsky: María Francisca Portocarrero Palafox y KirkPatrick, byla hraběnka z Teby, provdaná vévodkyně z Alby a sestra poslední francouzské císařovny Evženie.

## Život
Františka, jíž přezdívali Paca, se narodila z manželství hraběte Cipriana z Teby (1785 – 1839) a Marie Manuely Kirkpatrickové (1794 – 1879). Po smrti strýce hraběte Evžena z Montija jí připadl titul hraběnky z Teby.
Na jednom z večírků pořádaných matkou se seznámila s vévodou Jakubem z Alby (1821 – 1881), za kterého se v devatenácti letech provdala. Až do své smrti byla nejbližším člověkem a důvěrnicí své sestry Evženie, která se v roce 1856 provdala za francouzského císaře Napoleona III.

### Původ
Otec Cipriano náležel k větvi předního španělské rodu Guzmánů. Jako mladý se přidal do armády, působil u dělostřelců a na Napoleonovu žádost byl králem Karlem IV. vyslán do Toulouse, aby se zde ujal řízení vojenské slévárny. V hodnosti plukovníka se pak zúčastnil napoleonských válek. K císaři choval velkou úctu a obdiv.
V roce 1817 se, po souhlasu staršího bratra Evžena z Montija, oženil s Manuelou Kirkpatrickovou. Ta, ačkoliv svůj původ odvozovala od rodu Stuartovců, byla pouze bohatou a krásnou dcerou skotského emigranta, který zbohatl obchodováním. Svým sňatkem s válečným invalidou zlepšila své společenské postavení.

### Dětství

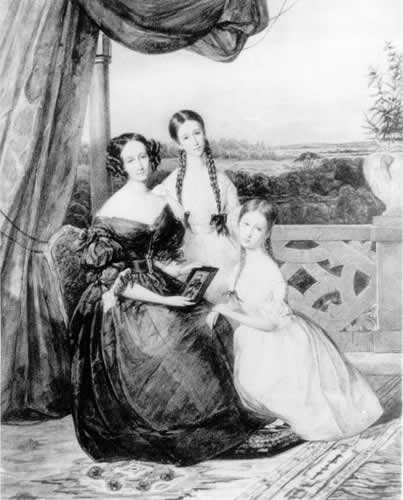
Paca s matkou a klečící sestrou

Přišla na svět roku 1825 v Granadě, městě, které bylo hrabatům z Teby určeno jako vyhnanství, protože hrabě Cipriano zastával liberální názory a neustále se míchal do již tak dost složité politické situace ve Španělsku. Z tohoto důvodu také trávil většinu času mimo domov, na útěku před alguazily nebo ve státním vězení.
Sestra Evženie se narodila o rok později. Obě dívky se od sebe jak povahou tak vzhledem lišily, ale byly si velmi blízké. Paca měla tmavou pleť, oči i vlasy a mírnou povahu, zatímco Evženie měla světlou pleť, zlatavé vlasy do zrzava, modrozelené oči a živou povahu.
Vzhledem k tomu, že otec byl pouze mladším synem, nebyla finanční situace rodiny nejlepší, a to až do smrti otcova bratra Evžena v roce 1834. V Granadě pobývali na calle Gracia, v Madridu na calle Sordo a na panství Quanta Miranda v Carabanchelu. Po strýcově smrti si rodina mohla dovolit palác Ariza na plaza del Angel. Granadu však směla rodina opustit až v roce 1830, kdy Evropou provětral van liberalismu. I přes nedostatek financí pořádala matka Manuela sešlosti a večírky, na nichž převládala svoboda a volnost mravů před obvyklou strnulostí doby.
Otec se doma zdržoval málo, o to bližší vztah k němu dcery měly. Válečný hrdina jim vyprávěl svá dobrodružství ze starých dobrých času císaře Napoleona. Na otcovu napoleonskou legendu později navázal svými vyprávěními i jeden z pařížských návštěvníků matčina salonu, pan Beyle. Blízký vztah měly také k francouzskému spisovateli Prosperu Mérimée, který rodinu často navštěvoval nebo si s nimi alespoň dopisoval.
V roce 1834 otec rozhodl, že jeho manželka i dcery musí opustit zemi kvůli politické situaci (občanská válka) a epidemii cholery. Společně s torery se matka i obě sestry přes Barcelonu, Zaragozu, Perpignan a Toulouse dostaly do Paříže, kde se ubytovaly na Avenue des Champs-Élysées. Zpět do Španělska se vrátily až o pět let později, po otcově smrti.
Krátkého vzdělání se Pace i její sestře dostalo v klášteře des Dames-du-Sacré-Coeur (Společnost Nejsvětějšího srdce Ježíšova), což byl věhlasný vzdělávací ústav v Bironově paláci (dnes Rodinovo muzeum). Život desetileté Pacy dostal řád. Dopoledne se učila, odpoledne se věnovala ručním pracím, četbě či šití šatstva pro chudé a večer pobožnostem. Bohužel zde nepobyla dlouho a pod záminkou epidemii spály (zřejmě škole vadila hraběnčina špatná pověst) byla i se sestrou ze školy vzdálena a odvezena do Anglie, kde je matka zapsala na Cliftonovu kolej u Bristolu. I zde se však studiu věnovaly pouze krátce, protože se matka rozhodla k návratu do Paříže a pro dívky najala guvernantku Flowersovou.
V Paříži se oběma sestrám dostalo přílišné volnosti, potulovaly se po bulvárech a březích Seiny, navštěvovaly divadla i muzea. Jejich čtyřletou prohlídku Paříže ukončila až otcova smrt v roce 1839.

### Manželství

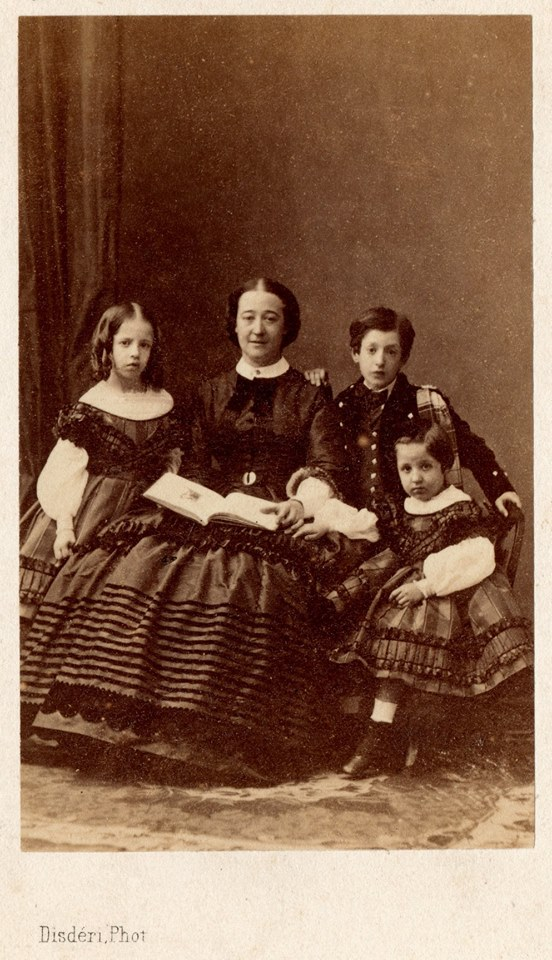
Paca s dětmi

Když se Paca dostala do věku na vdávání, upjala její matka veškeré úsilí na to, aby dceru dobře provdala. Pořádala hry, sešlosti i plesy, jimiž dceři zajišťovala dostatek prostoru k navázání vhodné známosti. Na jednom z plesů v roce 1843 se Paca předvedla v kostýmu Krakovjanky a Evženie ve skotském kroji, jako kavalíři je doprovázeli vévoda z Alby a markýz Alcanicez. Matka rozhodla, ačkoliv Evženie projevovala své city k vévodovi dosti otevřeně, že se Paca za Jakuba provdá.
Manželství s vévodou Jakubem z Alby (1821 – 1881) požehnal 14. února 1844 madridský arcibiskup. Po sňatku zůstala s Evženií v písemném kontaktu a občas jí a matku doprovázela po lázeňských místech.
Františčino zdraví bylo chatrné, pročež Evženie naléhala na sestru, aby přijela do Paříže a nechala se vyšetřit od tamních specialistů. Matka byla ovšem toho názoru, že Pace nejvíce pomohou lázeňské koupele. Nakonec se ovšem její stav zhoršil natolik, že byla převezena do Paříže. Zde také v pětatřiceti letech zemřela.
Císařovna Evženie pro sestru velmi truchlila a nechala strhnout palác vévodů z Alby, který pro sestřiny pobyty v Paříži nechala postavit.

## Potomci
- Karel Maria (1849 – 1901), 16. vévoda z Alby ∞ hraběnka Marie ze Siruela
- Marie (1851 – 1927), 3. vévodkyně z Galistea ∞ vévoda Josef z Tamames
- Marie Luisa (1853 – 1876), 19. vévodkyně z Montorosa ∞ vévoda Ludvík z Medinacela[5]